# Eduardo Puente Carracedo
Eduardo Puente Carracedo (Santiago de Compostela, 1887-Santiago de Compostela, 28 de junio de 1937), conocido como O Nécoras, fue un sindicalista y librepensador anticlerical español vinculado a Galicia. Fue ejecutado por el bando sublevado en los inicios de la guerra civil española.

## Biografía
Hijo de Antonio Puente Arrochena, de una familia de panaderos. Fue uno de los fundadores de la Juventud Liberal y participó en un mitin en memoria de Francisco Ferrer i Guardia en 1910. Emigró a Argentina y destacó en Tierra de Fuego como uno de los pilares de la Federación Obrera de Magallanes. Pasó un año en la prisión de Ushuaia y fue deportado en 1921.
Regresó a Santiago de Compostela y fue consejero del Sindicato de Panaderos La Espiga de la CNT. A mediados de la década de 1920, dirigió el negocio familiar apartándose de la organización obrera. En la República se hizo famoso por regentar una taberna en el Pombal llamada El Infierno y por sus actitudes anticlericales.
Su radical anticlericalismo se debió a la muerte temprana de una joven prima suya a la que un canónigo de la catedral había dejado embarazada y la habían obligado a abortar (clandestinamente). A partir de entonces, se dedicó a interrumpir las procesiones religiosas y en una ocasión interpuso un burro con una cruz a cuestas. También intentaba atacar al canónigo cuando participaba en ellas.
Con el levantamiento del 18 de julio de 1936 se refugió en los restos del Castillo de la Rocha Forte, pero fue capturado, encarcelado, sacado y asesinado. Su cuerpo fue arrojado bajo el puente de A Rocha, en el paraje de A Amañecida, en Compostela.
Su vida sirvió de inspiración para la novela El hombre sin nombre de Suso de Toro.